# Isabella Appiano
Isabella Appiano (1577 à Gênes - 10 novembre 1661 à Rome)  est princesse de Piombino de 1611 à 1628 .

## Biographie
Isabella Appiano est la fille d'Alessandro Appiano et d'Isabella de Mendoza. Par son père, elle est une descendante de Laurent de Médicis. En 1589, son père est assassiné et son frère Jacopo VII lui succède, leur mère exerçant la régence.
Isabella épouse à Gênes en 1602 Giorgio de Mendoza, comte de Binasco. Ils ont deux filles, Barbara, morte jeune, et Polissena (décédée en 1642), qui épouse Niccolò Ludovisi et qui donne naissance à un fils, Gregorio Filippo, en 1633. Giorgio meurt en 1618.
En 1603, Jacopo meurt sans enfant, faisant craindre la domination espagnole. L'empereur Rodolphe II occupe la principauté jusqu'en 1611, quand la famille Appiano le dépose pour le remplacer par Isabella, la plus proche parente survivante de Jacopo.
Isabella est la première princesse de Piombino, mais la troisième femme dirigeant le territoire après les dames Paola Colonna et Caterina Appiani. Elle devient donc princesse de Piombino, marquise de Populonia, dame de Scarlino, Vignale, Abbadia del Fango, Suvereto et Buriano et des îles d'Elbe, Montecristo, Pianosa, Cerboli et Palmaionla .
Isabella se marie en secondes noces à Rome en 1622 avec Paolo Giordano II Orsini, fils de Virginio Orsini, duc de Bracciano, et de Flavia Damasceni Peretti. À la suite de leur mariage, Paolo commande à Simon Vouet un portrait d'Isabella .
En 1628, les Espagnols parviennent à conquérir la principauté et Isabella et Paolo sont contraints de fuir Piombino. En 1634, la principauté est attribuée à son gendre, Niccolò Ludovisi.
Isabella Appiano meurt à Rome le 10 novembre 1661, ayant survécu à ses filles et à son petit-fils.